# Вахванен, Юри
Юри Вахванен (фин. Jyri Vahvanen, родился 7 июля 1978 в Лаппеэнранте) — финский рок-музыкант, гитарист пауэр-метал-группы Battlelore (в ней играет его брат Хенри Вахванен на ударных инструментах). Также известен под псевдонимом Moredhel, под которым с 1993 по 1998 годы выступал гитаристом в блэк-метал-группе Horna (позднее стал бас-гитаристом). Является сооснователем проекта Khert-Neter, в котором играли его коллеги по Horna Томми Хаво и Gorthaur.

## Дискография

### Battlelore

#### Студийные альбомы
- 2002 - ...Where the Shadows Lie
- 2003 - Sword's Song
- 2005 - Third Age of the Sun
- 2007 - Evernight
- 2008 - The Last Alliance

#### Демоверсии
- 1999 - Warrior's Tale
- 2000 - Dark Fantasy
- 2000 - Demo 2000

### Horna

#### Студийные альбомы
- 1997 - Hildentorni
- 1998 - Kohti Yhdeksän Nousua
- 1999 - Haudankylmydden Mailla

#### Сборники
- 2000 - Hiidentorni / Perimä Vihassa Ja Verikostossa

#### Демоверсии
- 1995 - Varjoissa
- 1997 - Hildentorni

#### EP
- 1999 - Perimä Vihassa Ja Verikostossa
- 1999 - Sota

#### Split
- 1999 - Whispered Myths (с Fog)